# Говорить Україна (ток-шоу)
«Говорить Україна» — українське ток-шоу на телеканалі «Україна».

## Про проєкт
На шоу обговорюються ситуації та події, які отримали суспільний резонанс, і різні теми, що важливі для більшості людей. Будь-яка з тих тем, які порушуються на проєкті, представляють телеглядачеві реальний образ гостей програми.
Учасники, які відвідали ток-шоу — це учасники або свідки якихось гучних подій. За основне правило в проєкті була взята реальність подій і тем, які обговорюватимуться в програмі.
Ведучий шоу є модератором будь-якої з дискусій. У його завдання входить побудова діалогу між гостями програми, які часто в конфліктних відносинах один з одним та запрошеними експертами.
11 липня 2022 року проєкт закрився у зв'язку виходу Ріната Ахметова з медіабізнесу, але після цього, повтор випусків транслюється на телеканалі Бігуді.
27 лютого 2023 року відбулася прем'єра перевтілення цієї телепрограми під назвою «Говорить вся країна» на телеканалі 1+1 Україна.

## Ведучий
У 2012 році телеканалом «Україна» був проведений міжнародний кастинг телеведучих, в результаті якого 2 квітня поточного року ведучим ток-шоу «Говорить Україна» був оголошений, на той час російський журналіст і телеведучий Олексій Суханов.

## Нагороди
- «Телетріумф-2012» — «Суспільно-соціальне ток-шоу»[3];.
- «Телетріумф-2013» — «Суспільно-соціальне ток-шоу»[4];
- «Телетріумф-2016» — «Суспільно-соціальне ток-шоу»[5].